# Jochen Kölsch

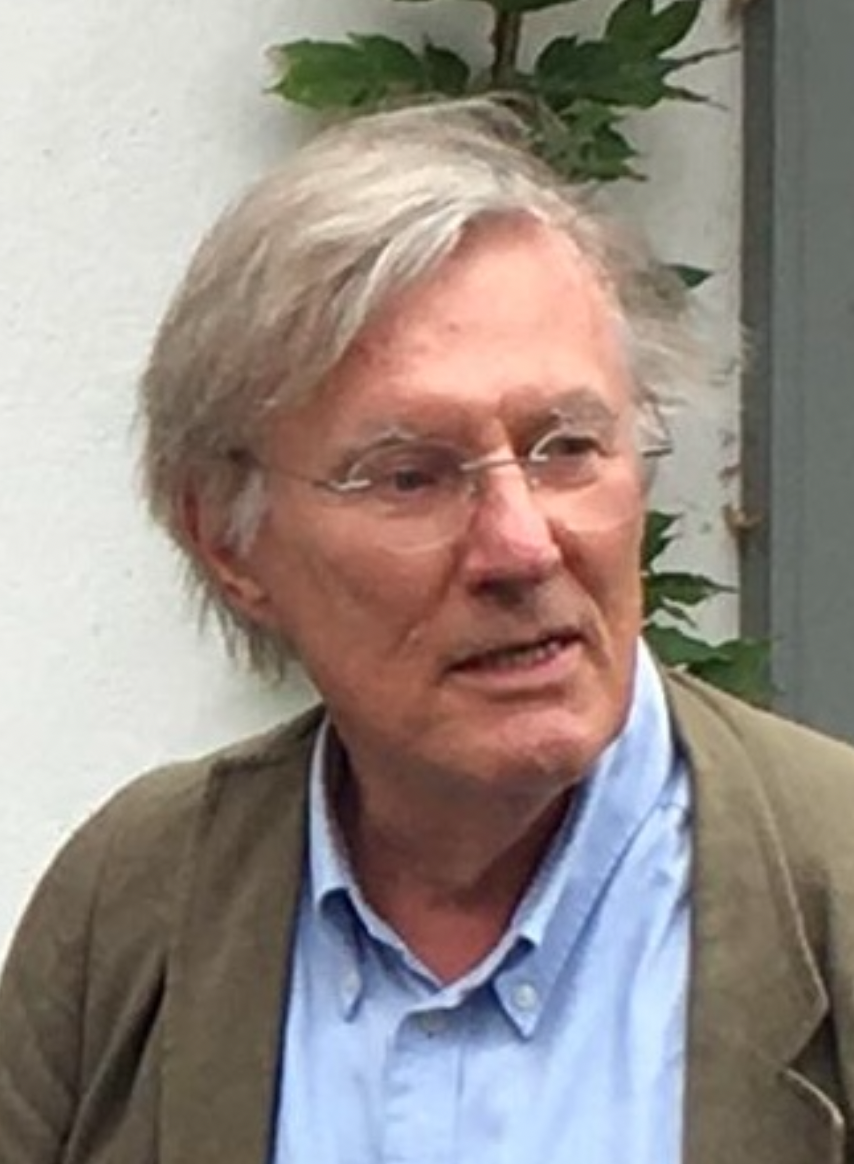
Jochen Kölsch 2023

Jochen Kölsch (* 16. November 1947 in München) ist ein deutscher Fernsehjournalist, Autor und Regisseur, Medienmanager und Hochschullehrer.

## Leben
Kölsch besuchte das altsprachliche Theodor-Heuss-Gymnasium (Ludwigshafen/Rhein), war anschließend zum Dienst bei der Bundeswehr/Luftwaffe, und studierte dann Kommunikationswissenschaften an der LMU (München).
Jochen Kölsch arbeitet seit 1969 überwiegend für verschiedene Fernsehprogramme, ARD, ARTE, ARD-Alpha, Bayerisches Fernsehen. Als langjähriger Koordinator für die ARTE-Programme im Bayerischen Rundfunk und als Produzent ist er beteiligt gewesen an fiktionalen und dokumentarischen Filmen und Fernsehmagazinen. Auszeichnungen gingen an Produktionen, an denen er mitgewirkt hatte, so etwa Oscar-Nominierungen, z. B. für Jenseits der Stille von Caroline Link, Sophie Scholl – Die letzten Tage von Marc Rothemund, der Oscar für den Film Das Leben der Anderen von Florian Henckel von Donnersmarck, sowie Filmpreise und Festivalbeteiligungen, z. B. Kirschblüten – Hanami von Doris Dörrie (Berlin), Jerichow von Christian Petzold (Venedig), Die Klavierspielerin von Michael Haneke (Cannes), Eisenfresser von Shaheen Dill-Riaz (Grimme-Preis), „Der blinde Fleck“ von Daniel Harrich.
Als Journalist, Autor und Regisseur hat er in seiner Laufbahn zahlreiche journalistische, dokumentarische und fiktionale Programme geschaffen, hat für Tagesschau und Tagesthemen berichtet, ARD-Brennpunkte, Fernsehdiskussionen, Talkshows, Mediensendungen, Literaturmagazine geleitet. 
Kölsch ist weiterhin Honorarprofessor für angewandte Literaturwissenschaft an der Universität Tübingen (Drehbuch und Filmdramaturgie). Ferner lehrte er an der Carl-von-Linde-Akademie der Technischen Universität München (Medienkompetenz), an der Mannheim Business School (Executives & Mass Media) und unterrichtete 15 Jahre an der Universität Regensburg (Theorie und Praxis des Fernsehjournalismus).
Zu seinen direkten Vorfahren zählen unter anderen August Hermann Francke, der Wegbereiter des Pietismus und Gründer der Franckeschen Stiftungen, August Hermann Niemeyer, Rektor der Universität Halle-Wittenberg, Johannes von Schröter, Gründer der Universität Jena, sowie Otto Koelsch, Heinrich Lanz AG, Mannheim. Er ist Vater von zwei Söhnen, dem Wirtschaftswissenschaftler Daniel Veit und dem Medizinprofessor Johannes Veit.

## Filmographie (Auswahl)
- 1975–1992 LeseZeichen - Büchermagazin zu Politik, Wirtschaft, Gesellschaft, BR-Fernsehen
- 1979 Bayern in der NS-Zeit, Dokumentation
- 1984 Die dritte industrielle Revolution: Und was geschieht mit den Menschen?,  Dokumentation
- 1985 Zukunft der Zeitung – Zeitung der Zukunft?, Dokumentation
- 1999 Rambouillet 15. November 1975 – Die Globalisierung der Wirtschaft, Dokumentation
- 2001 Geglücktes Exil – W. Michael Blumenthal, Porträt
- 2001–2003 ARS-POETICA – Von der Idee zum Roman, 12-teilige Fernseh-Serie für BR-Alpha mit den Schriftstellern Martin Walser, Peter Härtling, Robert Gernhardt, Birgit Vanderbeke, Herbert Rosendorfer, Uwe Timm, Monika Maron, Friedrich Christian Delius, Rafik Schami, Thomas Meinecke, Arnold Stadler, Michael Krüger
- 2003 Libeskind, Blumenthal und Manhattan Ground Zero, Dokumentation
- 2006 Denken und Leidenschaft – Hannah Arendt, Porträt
- 2008 Ekstase und Entsetzen – die magische Welt des Heinz Stangl, Kunstdokumentation
- 2010 ARTE-Version der Biographie „Saul Friedländer und die Geschichte – L’historien Saul Friedlander“ von Yehuda Yaniv
- 1998–2016 über 100 Fernsehgespräche mit bedeutenden Persönlichkeiten der Gegenwart auf ARD-alpha – Alpha Forum
- 2015 ARD-Fernsehfilm „Meister des Todes“ (Producer)
- 2017 ARD-Fernsehfilm „Gift“ (Producer)
- 2018 ARD-Fernsehfilm „Saat des Terrors“ (Producer)
- 2020 ARD-Fernsehfilm „Meister des Todes 2“ (Producer)
- 2022 ARD-Fernsehfilm „Bis zum letzten Tropfen“ (Producer)
- 2024 ARD-Fernsehfilm „Am Abgrund“ (Producer)

## Publikationen
- Der Stärkere hat immer Recht – Politische Prägung durch Fernsehunterhaltung, In Rundfunk und Fernsehen, 21. Jahrgang 1973. 2–3, S. 332–339
- Wissenschaft als Feedback-Element in der Fernsehkommunikation, Aus Rundfunk und Fernsehen, 23. Jahrgang 1975, S. 316–324
- Teilnehmen am großen gemeinsamen Gespräch. Zeitgeschichtliche Telefonseelsorge: Die Erfahrungen mit Publikumsanrufen zu „Holocaust“, SZ, 27. Januar 1979, S. 63.
- In Gefahr und großer Not…Von Jochen Kölsch, Kursbuch 61, Oktober 1980, S. 22–31
- Die sanfte Revolution – Von der Notwendigkeit anders zu leben (mit Barbara Veit), München/Gütersloh 1983
- Wachstum und Krise – Entwicklung und Probleme der Weltwirtschaft in den letzten 50 Jahren, in: Weltgeschichte, Bd. 12, Krise und Fortschritt, Gütersloh 1996, S. 207–239
- Exil am Whangpu – 300 jüdische Emigranten, die vor sechzig Jahren aus Nazideutschland nach Shanghai geflohen waren, feierten ein Wiedersehen in San Francisco, DIE ZEIT, 8. Mai 2002
- Öffentlicher Geheimdialog – Die Rolle diplomatischer Kommunikation zwischen Amerika und China in der Ära Kissinger, in: Codes, Geheimtext und Verschlüsselung – Geschichte und Gegenwart einer Kulturpraxis, Tübingen 2004,
- Und hinter tausend Bildern keine Welt – Dialektik und Paradoxie der Medien. Vom Aufstieg des Bildes und dem Zerfall des Wortes, München, 2005,
- Geschichte im Fernsehen – ein Erfahrungsbericht aus 4 Jahrzehnten, in: Geschichtsjournalismus – Zwischen Information und Inszenierung, Münster, 2010
- Ein auslösender Moment – in: Kriminologie ist Gesellschaftswissenschaft, Baden-Baden 2014
- Ein Selbstmordattentat - oder doch Liebe?   in: Lebensmüde, todestrunken, Springer 2020